# Cariofileno
Cariofileno, ou (−)-β-cariofileno, é um sesquiterpeno bicíclico natural, presente como um importante componente de muitos óleos essenciais usados como tempero, especialmente no óleo de cravo-da-índia, extraído dos caules e das flores de Syzygium aromaticum (cravo-da-índia), no óleo de cânhamo (Cannabis sativa), no óleo de alecrim (Rosmarinus officinalis) e no lúpulo. Ocorre geralmente em mistura com isocariofileno (o isómero cis de dupla ligação) e com α-humuleno (nome obsoleto: α-cariofileno), um isómero de anel aberto. O cariofileno destaca-se por apresentar um anel de ciclobutano, uma raridade entre os compostos naturais.

## Descrição
Cariofileno é um dos compostos químicos que contribuem para o sabor picante da pimenta-negra. Num estudo realizado por Jürg Gertsch et al. do Instituto Federal Suíço de Tecnologia (ETH Zurich), beta-cariofileno demonstrou ser agonista selectivo do receptor canabinoide do tipo 2 (CB 2) e exercer efeitos significativos anti-inflamatórios em ratos.
Devido ao produto natural vegetal rico em beta-cariofileno ser um aditivo alimentar aprovado pela FDA, o cariofileneo é o primeiro cannabinoide a entrar legalmente na dieta humana. Se o composto é capaz de modular os processos inflamatórios em seres humanos através do sistema endocanabinoide está ainda por demonstrar. Beta-cariofileno não se une ao receptor canabinoide de tipo-1 expresso no sistema nervoso central (CB 1) e por isso não exerce efeitos psico-miméticos.
A primeira síntese total de cariofileno foi realizada m 1964 por EJ Corey e era considerada uu dos maiores feitos das possibilidades da química orgânica sintética ao tempo.
O óxido de cariofileno é o componente utilizado na identificação da cannabis por parte dos cães rastreadores de drogas.